# Szolnyecsniji járás
A Szolnyecsniji járás (oroszul Солнечный район) Oroszország egyik járása a Habarovszki határterületen. Székhelye Szolnyecsnij.

## Népesség
- 1989-ben 46 772 lakosa volt.
- 2002-ben 36 006 lakosa volt.
- 2010-ben 33 767 lakosa volt.